# Princeps Autocar
Die Princeps Autocar Company war ein britischer Hersteller von Autos und Motorrädern, der 1902–1903 in Northampton ansässig war. Gründer und Eigentümer war J. E. Hutton. 1903 wurde die Gesellschaft in J. E. Hutton Ltd. umbenannt und existierte noch bis 1905.
1902 begann man mit dem Bau eines Leichtautomobils, das mit einem Einzylindermotor von Aster ausgestattet war, der mit 4 hp angegeben wird. Bereits im Folgejahr wurde dieses Modell wieder eingestellt.
Ab 1903 wurden dann Motorräder gebaut, die weiterhin – trotz der Änderung des Firmennamens – die Bezeichnung Princeps führten. Angetrieben wurden die Fahrzeuge von einem Einzylindermotor mit 2 ¼ hp oder einen V2-Motor mit 4 hp. Der Antrieb auf das Hinterrad erfolgte nach Wahl des Kunden entweder durch einen Riemen oder eine Kette. Das größere Modell war auch mit „Forecar“, einem vorne angebrachten Sessel für einen Passagier, erhältlich.
1905 musste die Firma wegen mangelnder Nachfrage ihre Pforten schließen. Hutton wurde anschließend Direktor bei Ariel.